# Okręty podwodne typu R-21
Okręty podwodne typu R-21 – typ amerykańskich okrętów podwodnych o wyporności 518 ton na powierzchni, zaprojektowanych i wybudowanych przez stocznię Lake Torpedo Boat w latach 1918-1919. Dwukadłubowe okręty Lake'a miały stery głębokości konwencjonalnie umieszczone na dziobie i rufie, zachowały jednak charakterystyczną dla jednostek tej stoczni szeroką rufę i wyrzutnie torpedowe kalibru 18" (457 mm). Służyły w marynarce amerykańskiej w latach 1919-1930.